# 村川和宏
村川 和宏（むらかわ かずひろ、1970年1月 - ）は、日本の漫画家。

## 経歴
山形県東根市出身。山形県立楯岡高等学校卒業。1999年（平成11年）3月に『週刊少年サンデー』上でプロ棋士を目指す少年達を題材とした作品「歩武の駒」の連載でデビュー。2001年（平成13年）4月から『週刊ヤングサンデー』で女子高生の川釣りを主な題材とした作品「葉弥-HAYA!!-」の連載を経て、歩武の駒と同じく将棋の奨励会を舞台とした「マサルの一手!」を『小学五年生』にて2002年11月号から2006年1月号に亘って連載（→小学館の学年別学習雑誌#小学館学年誌杯争奪全国小学生将棋大会も参照のこと）した。

## 主な作品

### 連載中
- 天使メール（モバMAN 不定期掲載）

### 単行本化作品
- 歩武の駒 - コミックパークにてオンデマンド書籍化されている。
- 葉弥-HAYA!!-
- マサルの一手! 全3巻（監修：森内俊之）
  - 2巻巻末に特別書き下ろし作品「森内俊之ものがたり」を収録。
- 将棋教室 (マンガでマスター)（監修：橋本崇載）

### 未単行本化作品
- 4×100mリレーバトルR（監修：原田康弘 『小学五年生』2008年度連載） - 児童リレー競走のテクニックを描いた作品。
- 天使メール（モバMAN連載 2008年 - 2009年）- コミック小学館の他、複数のデジタルコミック配信サイトで販売中。
  - 新人コミック大賞サイト内「新コミまんが家養成講座」のページに同作のカットが掲載されている。
- 蕎麦らしき日々（ビッグコミックオリジナル増刊 2010年1月号読切）
- 親父が死んだ。その時、俺は…（ビッグコミックオリジナル 2011年17号 読切）
- 平和荘のピン子（近代麻雀 2016年8月1日号 読切）
- 未来探検隊 プロジェクトG（ガクマンプラス 2010年 - 2011年）

### イラスト
- 第36回（2011年）小学館・集英社杯小学生将棋名人戦宣伝カット
- 2010年山形県産はえぬきパッケージ（矢萩商店（東根市）発売のもの）